# Línea de alta velocidad Núremberg-Érfurt
La Línea de alta velocidad Núremberg-Érfurt es una línea ferroviaria de alta velocidad en construcción entre las ciudades alemanas de Núremberg y Erfurt. 
Esta LAV consta de dos partes: la modernización de la línea clásica de 83 km entre las ciudades de Núremberg y Ebensfeld para velocidades de hasta 230 km/h y una línea de nueva construcción de 107 km entre las ciudades de Ebensfeld y Érfurt, atravesando las montañas del Thüringer Wald. 

## Ruta
Esta LAV corresponde al Proyecto Número 8.1 de los VDE o Verkehrsprojekte deutsche Einheit (Proyectos de transporte por la unidad de Alemania) iniciados después de la reunificación de los dos Estados alemanes en 1990 y es una sección de la línea ferroviaria de alta velocidad entre Berlín y Múnich.
También corresponde a un tramo del corredor que unirá Italia y Escandinavia incluido en las Redes Transeuropeas de Transporte.
Hacia el sur esta LAV continúa en la Línea de alta velocidad Núremberg-Ingolstadt-Múnich. El objetivo de estas LAS's es disminuir el tiempo de viaje entre las ciudades de Múnich y Berlín de las 5:20 horas actuales a 4:00 horas.

## Características
La línea tiene 22 túneles que miden un total de 41 km (de los 107 km totales de la línea). Los dos más largos son el túnel Bleßberg de 8314 m y el túnel Silberberg de 7315 m.
La longitud total de los puentes es de 12 km (29 puentes), siendo el más largo el puente sobre el valle del Ilm (Ilmtalbrücke) de 1681 m. Destaca también el puente sobre el Froschgrundsee con un arco en hormigón de 270 m, 9 m más que el Viaducto del Embalse de Contreras de la Línea de alta velocidad Madrid-Levante. Además la línea tendrá 46 puentes menores sobre carreteras y ferrocarriles. 